# 東広島市立志和中学校
東広島市立志和中学校（ひがしひろしましりつ しわちゅうがっこう）は、広島県東広島市志和町志和西にある公立中学校。

## 概要
東広島市の北西部にある。学区は志和町全域と広いが、生徒数は多くない。

## 沿革
- 1947年4月 - 広島県賀茂郡組合立志和中学校として設立。
- 1955年8月 - 村合併・町制施行により志和町立志和中学校と改称。
- 1974年4月 - 町合併・市制施行により東広島市立志和中学校と改称。

## 学校行事
- 4月 - 入学式、校外合宿(1年)
- 8月 - オーバーナイトハイク - 「志和おやじ会」の主催で、志和町を夜通し30km歩く。
- 9月 - 体育大会
- 11月 - 文化祭
- 12月 - 修学旅行(2年)
- 3月 - 卒業式

## 部活動

### 運動部
- 女子バレーボール部
- 男子軟式テニス部
- 女子卓球部
- 陸上部
- 野球部

### 文化部
- 吹奏楽部
- 総合文化部

## 通学区域
- 東広島市立西志和小学校
- 東広島市立東志和小学校
- 東広島市立志和堀小学校

## 交通
- 芸陽バス志和中学校バス停下車

## 出身者
- 礒部公一 - 元プロ野球選手
- 隠善智也 - 元プロ野球選手
- 新迫志希 - 陸上競技選手